# Mollisia olivascens
Mollisia olivascens är en svampart som först beskrevs av Feltgen, och fick sitt nu gällande namn av Le Gal & F. Mangenot 1958. Mollisia olivascens ingår i släktet Mollisia och familjen Dermateaceae.  Arten är reproducerande i Sverige. Inga underarter finns listade i Catalogue of Life.